# Csapó Zsigmond
Csapó Zsigmond (Tata, 1952. január 19. –) labdarúgó, edző, sportvezető.

## Pályafutása

### Labdarúgóként
Labdarúgó pályafutását szülővárosában kezdte a helyi Honvéd csapatnál és ott is vált igazolt felnőtt játékossá. 1975-ben igazolt Dorogra, ahol a visszavonuló félben lévő Tóth Gyula posztjára, mint egyik lehetséges utód, számolt vele a dorogi edzői stáb. A már említett Tóth Gyula mellett olyan neves játékostársakkal szerepelt egy csapatban Dorogon, mint Schnitzer Imre, Bartalos József, Major Ferenc, Szabó József, Peszeki Jenő, Gabala Ferenc, Laczkó István, vagy Kékesi Rezső, edzői pedig Ivanics Tibor, Galbács Pál, Varga János, Prohászka János és Nagy István voltak. Első hivatalos bemutatkozására a Zalaegerszeg elleni MNK mérkőzésen került sor idegenben, 1976. december 8.-án, majd játszott a visszavágón is. A kupa negyeddöntőjének mérkőzései közül pályára lépett a Csepel SC és a Bp. Honvéd ellen is. Legelső bajnoki mérkőzése a Szombathelyi Haladás elleni hazai pályán lejátszott találkozó volt 1977. március 5.-én, ahol szoros küzdelemben maradtak alul 1-0 arányban. A tavaszi szezonban stabil csapattag lett, ahol a legtöbb mérkőzésen szóhoz jutott, rendszerint a kezdő 11-ben kapott helyet. Részese volt a dorogiak valamennyi sikeres csatájának, közte a parádés 4-1-s győzelmet hozó bajnokinak a Diósgyőri VTK elleni, valamint az év meglepetését hozó mérkőzésnek az Újpesti Dózsa elleni győzelemnek, amely a korszak legnagyobb favorit csapatának a bajnoki címébe került. Ugyancsak pályára lépett a Dorog legutolsó élvonalbeli meccsén Zalaegerszegen, 1977. június 11.-én. Összesen 15 NB I-es mérkőzést játszott, majd a csapat kiesését követően az NB II-ben folytatták. A korszak egyik legemlékezetesebb mérkőzése a Debreceni VSC elleni bajnoki volt 1978. május 21.-én, ahol a Nagyerdei stadionban 15 ezer néző előtt hatalmas küzdelemben 1-0-s dorogi vezetést követően sikerült az NB I-es feljutás reményében lévő hazaiaknak megfordítani az eredményt 2-1-re. Oszlopos tagja volt annak a gárdának, amely nagyszerű tavaszi szezonnal büszkélkedhetett 1979-ben. A dorogiak 13 mérkőzésen át tartó veretlenségi szériát produkáltak, közte 9 mérkőzésen gólt sem kaptak. Az évadban összesen 15 bajnokijukon maradt érintetlen a hálójuk. Ugyancsak 1979-ben került sor a kuriózum számba menő Kubai válogatott elleni gálamérkőzésükre, amelyet 1-0-ra megnyertek. A karibi ország csapata kvalifikálta magát az Moszkvai olimpiára, ahol az 5. helyen végeztek. További érdekességként, a kubaiak szövetségi kapitánya az az Ivanics Tibor volt, aki első edzője volt Dorogon. Egy alkalommal a gólszerzők közé is feliratkozott, ráadásul nem akármilyen góllal. A Szekszárd elleni 2-0-s győzelmet hozó bajnokin 1980. február 17.-én rendezett fordulóban egy 25 méterről megítélt szabadrúgást bombázott a léc alá. Ebben a szezonban súlyos sérülést is szenvedett, amelynek következtében térdműtétre is sor került. Maradandó sérülése, valamint magánéletében bekövetkezett fordulat miatt az 1980-as évadot követően visszatért Tatára, ahol rövidesen be is fejezte aktív játékos pályafutását.

### Edzőként
1982-ben sportszervezői képesítést, 1984-ben pedig sportedzői oklevelet szerzett, majd 1984 és 1994 között Környén utánpótlás edző, majd a felnőtt csapat vezető edzője volt. 1994-ben visszatért Tatára, ahol egyaránt dolgozott az utánpótlás és a felnőtt csapatnál 1997-ig. Fő állásban magánvállalkozóként dolgozott, 2014-ben vonult nyugdíjba .

## Családja
Dorogon a távolabbi országrészekből érkezett nőtlen sportolók számára rendszerint az Otthon téren lévő Petőfi szállóban biztosított lakhelyet az egyesület. Dorogra való érkezésekor a fiatal labdarúgót is itt szállásolták el. 1979 nyarán Dorogra nősült. A város köztiszteletben álló lakosának, Vígh János Ilona nevű lányát vette feleségül. Házasságkötésüket követően apósáék lakásába költözött. Később elvált, majd újra nősült. Ádám nevű fia, aki maga is igazolt labdarúgó, 1987-ben született. Jelenleg is Tatán él.